# Popowice (województwo świętokrzyskie)
Popowice – wieś w Polsce położona w województwie świętokrzyskim, w powiecie jędrzejowskim, w gminie Oksa. Leży nad Nidą.
| SIMC    | Nazwa | Rodzaj    |
| ------- | ----- | --------- |
| 0256656 | Kresy | część wsi |

W latach 1975–1998 miejscowość położona była w województwie kieleckim.